# Adlumie
Adlumie (Adlumia) je rod rostlin z čeledi makovité, zahrnující pouze 2 druhy. Jsou to dvouleté popínavé byliny s vícekrát složenými, jemnými listy a dvoustranně souměrnými květy, které připomínají květy některých druhů srdcovek. Druh Adlumia asiatica roste ve východní Asii, Adlumia fungosa se vyskytuje v severovýchodních oblastech Severní Ameriky. Severoamerický druh je zřídka pěstován jako delikátní okrasná rostlina.

## Popis
Adlumie jsou dvouleté bylinné liány s ovíjivým a zpravidla jednoduchým stonkem, který se vytváří až 2. rokem a dosahuje délky až 3 metrů. Listy jsou lodyžní, řapíkaté, vícenásobně složené z celokrajných, laločnatých lístků. Některé koncové lístky jsou přeměněny v úponky. Květy jsou dvoustranně souměrné, poněkud připomínající květy některých druhů srdcovek, uspořádané v úžlabních, vrcholičnatě latovitých květenstvích. Kalich je dvojčetný a opadavý. Koruna je zploštěle baňkovitá, vytrvalá. Vnější korunní lístky jsou srostlé až téměř k vrcholu, s vakovitou bází. Vnitřní korunní lístky mají spojené koncové laloky, které překrývají bliznu. Tyčinky jsou na bázi srostlé a připojené ke koruně. Semeník je čárkovitý až úzce podlouhlý, s vytrvalou čnělkou zakončenou dvojlaločnou bliznou. Plodem je tobolka pukající 2 chlopněmi a obsahující asi 6 semen.

## Rozšíření
Rod zahrnuje jen 2 druhy a má výrazně disjunktní areál. Adlumia fungosa je rozšířena ve východní polovině Severní Ameriky od Tennessee a Severní Karolíny po severovýchodní Kanadu. Druh má poměrně rozsáhlý areál, na většině jeho rozlohy se však vyskytuje jen zřídka a v některých amerických státech je řazen mezi ohrožené druhy. Roste ve skalnatých lesích, vlhkých prohlubních, keřové vegetaci a pod. Adlumia asiatica se vyskytuje v temperátní Asii v oblasti Mandžuska, severovýchodní Číny a Severní Koreje, kde roste v podrostu jehličnatých lesů a na jejich okrajích.

## Ekologické interakce
Květy adlumií nevytvářejí nektar a jsou opylovány zejména včelami, které mají potenciál prodrat se do nitra květu. Semena jsou šířena mravenci.

## Obsahové látky
Druh Adlumia fungosa obsahuje alkaloid adlumidin, známý také z různých druhů rodu dymnivka, a také alkaloid bicucullin.

## Taxonomie
Rod Adlumia je v rámci čeledi Papaveraceae řazen do podčeledi Fumarioideae a tribu Fumarieae. V minulosti byly někdy oba druhy slučovány do jediného druhu, Adlumia fungosa.

## Význam
Adlumia fungosa je delikátní popínavá bylina s jemnými listy. Je dosti vzácně pěstována jako okrasná rostlina. Ze sbírek českých botanických zahrad není žádný druh adlumie uváděn.